# Gomorra (romanzo)
Gomorra — Viaggio nell'impero economico e nel sogno di dominio della camorra è il primo romanzo di Roberto Saviano, pubblicato nel 2006 dalla casa editrice Mondadori.
Il romanzo ha venduto oltre 2 250 000 copie nella sola Italia e 10 milioni nel mondo, ed è stato tradotto in 52 lingue. È presente nelle classifiche di best seller in Germania, dove l'opera è saltata subito in cima alla classifica del settimanale Der Spiegel, e si è diffuso anche in altri paesi, tra cui Paesi Bassi, Belgio, Spagna, Francia, Svezia, Finlandia e Lituania.
Da Gomorra è stato tratto un film diretto da Matteo Garrone dal titolo omonimo, uscito nelle sale italiane il 16 maggio 2008, e nel 2014 ne è stata tratta anche una serie televisiva prodotta da Sky Italia, Gomorra - La serie andata in onda per cinque stagioni, fino al 2021, da cui a sua volta nel 2019 è stato tratto come spin-off il film L'immortale.
Il quotidiano statunitense New York Times l'ha inserito nella classifica dei 100 libri più importanti del 2007.

## Trama
Il libro è un viaggio nel mondo affaristico e criminale della camorra e dei luoghi dove questa è nata e vive: la Campania, Napoli, Casal di Principe, San Cipriano d'Aversa, Casapesenna, Mondragone, Giugliano, luoghi dove l'autore è cresciuto e dei quali fa conoscere al lettore un'inedita realtà.
Una realtà fatta di ville sfarzose di boss malavitosi create a copia di quelle di Hollywood, fatta di una popolazione che non solo è connivente con questa criminalità organizzata, ma addirittura la protegge e ne approva l'operato; l'autore racconta di un Sistema (questo il vero nome usato per riferirsi alla camorra) che adesca nuove reclute non ancora adolescenti, facendogli credere che la loro sia l'unica scelta di vita possibile, di bambini boss convinti che l'unico modo di morire come un uomo vero sia quello di morire ammazzati e di un fenomeno criminale influenzato dalla spettacolarizzazione mediatica, in cui i boss si ispirano negli abiti e nelle movenze ai divi del cinema.
Saviano, basandosi sugli atti processuali e sulle indagini di polizia, descrive una realtà fatta di terre dove finiscono quasi tutti i rifiuti sfuggiti ai controlli legali, pari ad una massa grande il doppio del Monte Everest (ogni anno, secondo una stima di Legambiente, sono quattordici milioni le tonnellate di rifiuti smaltiti illegalmente), di una terra infetta, quella della Campania, dove i morti di tumore sono cresciuti del 21% rispetto al resto dell'Italia. Ci parla di montagne gravide di rifiuti tossici, campagne pregne di sostanze mortali che individui senza alcuna morale hanno sparso vendendo fertilizzanti misti a rifiuti tossici. Tutto questo con il benestare di funzionari pubblici compiacenti e delle aziende stesse che, facendo finta o non volendo sapere dove i propri rifiuti andassero a finire, hanno affidato alla camorra quella che ormai è diventata merce di un traffico di centinaia di miliardi di euro ogni anno, valore inferiore solo a quello del traffico della cocaina.

## Premi e riconoscimenti

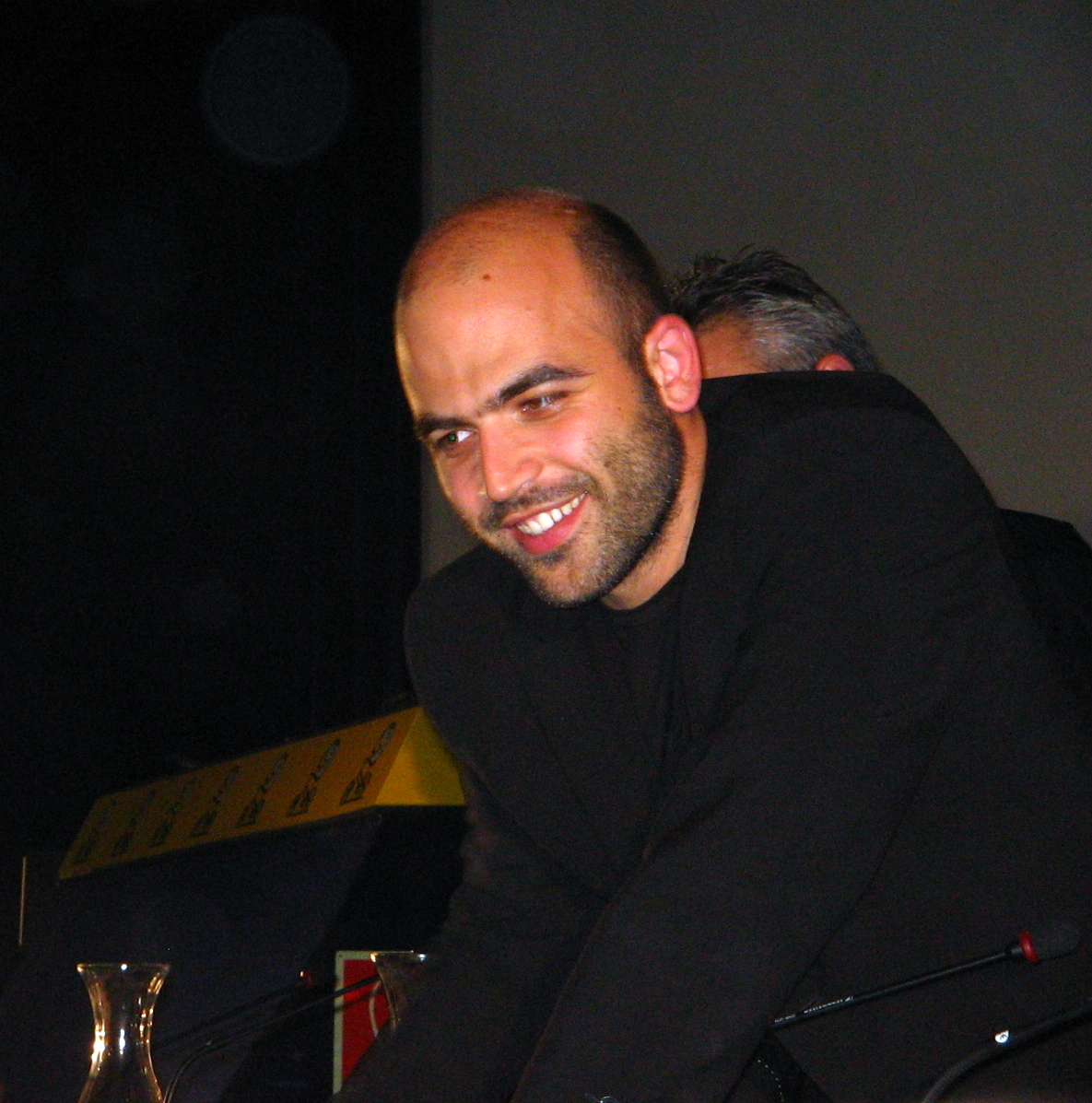
Roberto Saviano

- Premio Viareggio - Opera Prima 2006;[5]
- Premio Giancarlo Siani 2006;
- Premio Lo Straniero 2006;
- Premio Elsa Morante - Narrativa Impegno Civile 2006;
- Premio Stephen Dedalus 2006;
- Premio letterario Edoardo Kihlgren - Opera Prima 2006;
- Premio Tropea 2007;
- Premio Vittorini per l'impegno civile 2007;
- Premio Guido Dorso per la letteratura 2007;
- Premio TG1 Benjamin Libro dell'anno 2007.

Saviano ha vinto anche la prima edizione del Premio Nazionale Enzo Biagi.
Da Gomorra è stato tratto uno spettacolo teatrale scritto da Saviano e Mario Gelardi che è valso agli autori il Premio E.T.I. Gli Olimpici del teatro come migliori autori di novità italiana.
Il 18 ottobre 2008 Gomorra viene insignito del Hessische Filmpreis per il miglior adattamento cinematografico di un'opera letteraria. È la prima volta che il premio, sponsorizzato dalla "Fiera internazionale del libro" di Francoforte viene diviso tra l'autore del copione e il regista di un film. Juergen Book, direttore della Buchmesse, ha così spiegato i motivi della scelta della giuria: «La forza del racconto nel film Gomorra è pari a quella della sua fonte letteraria, in maniera autentica e non sentimentale, e questo lo rende ancora più avvincente».

## Controversie
Il libro, la sua storia ed il film che ha ispirato, hanno ricevuto critiche da parte del Presidente del Consiglio allora in carica Silvio Berlusconi riguardo alla capacità del libro di avere dato troppa pubblicità alla mafia danneggiando l'immagine internazionale dell'Italia. A queste critiche si sono aggiunte quelle dell'allora direttore del TG4, Emilio Fede, il quale affermò che Saviano avrebbe ottenuto una visibilità eccessiva rispetto ai suoi meriti. Nonostante ciò Roberto Saviano è stato ricevuto dall'allora Presidente della Camera dei deputati, Gianfranco Fini, che nel mese di maggio 2010 ha assicurato all'autore napoletano la piena collaborazione e vicinanza delle istituzioni alla causa che Gomorra sosteneva, in relazione alla lotta alla criminalità organizzata. Nel 2024 il partito Fratelli d'Italia, tramite profilo Twitter, ha pubblicato un post in cui criticava Saviano come "sciacallo" che ha reso i camorristi degli "eroi" per i giovani. La critica è arrivata in risposta ad un intervento di Saviano in merito agli eventi di pochi giorni prima, quando alcuni giovani napoletani avevano perso la vita in diverse sparatorie nella città di Napoli. Saviano criticava infatti il recente decreto Caivano, che avrebbe messo più facilmente i giovanissimi in carcere, offrendo loro quasi una "scuola professionale" del crimine.

## Altri media

### Cinema
- Gomorra: film del 2008, diretto da Matteo Garrone e prodotto dalla Fandango con la sceneggiatura dello stesso Saviano e del regista Matteo Garrone con Toni Servillo, Massimo Gaudioso, Maurizio Braucci, Ugo Chiti, Gianni Di Gregorio.[11]
- L'immortale: film del 2019, diretto da Marco D'Amore, midquel/spin-off dell'omonima serie televisiva.

### Televisione
- Gomorra - La serie, (2014-2021) serie TV in cinque stagioni prodotta da Sky Italia, Cattleya e Fandango, che vede Roberto Saviano tra i consulenti e la regia di Stefano Sollima, Francesca Comencini, Claudio Cupellini, Claudio Giovannesi, Marco D'Amore, Enrico Rosati e Ciro Visco.

È attualmente in lavorazione (2025) il prequel della serie, che sarà trasmessa sempre da Sky Italia.

### Teatro
- Gomorra (2008): spettacolo teatrale ideato da Ivan Castiglione e Mario Gelardi che ne ha curato anche la regia.[12]

### Videogiochi
- Gomorra (2023)[13]

## Edizioni
- Roberto Saviano, Gomorra, collana Strade Blu, Arnoldo Mondadori Editore, aprile 2006, ISBN 88-04-55450-9.
- Roberto Saviano, Gomorra, Collana Audiobook, Arnoldo Mondadori Editore, maggio 2008, 7 dischi cd, ISBN 978-88-04-58269-4
- Roberto Saviano, Gomorra, collana Piccola biblioteca Oscar, Arnoldo Mondadori Editore, marzo 2010, ISBN 978-88-04-56915-2.
- Roberto Saviano, Gomorra, collana Oscar Absolute, Arnoldo Mondadori Editore, 2016, ISBN 978-88-04-66528-1.